# Minotaur V

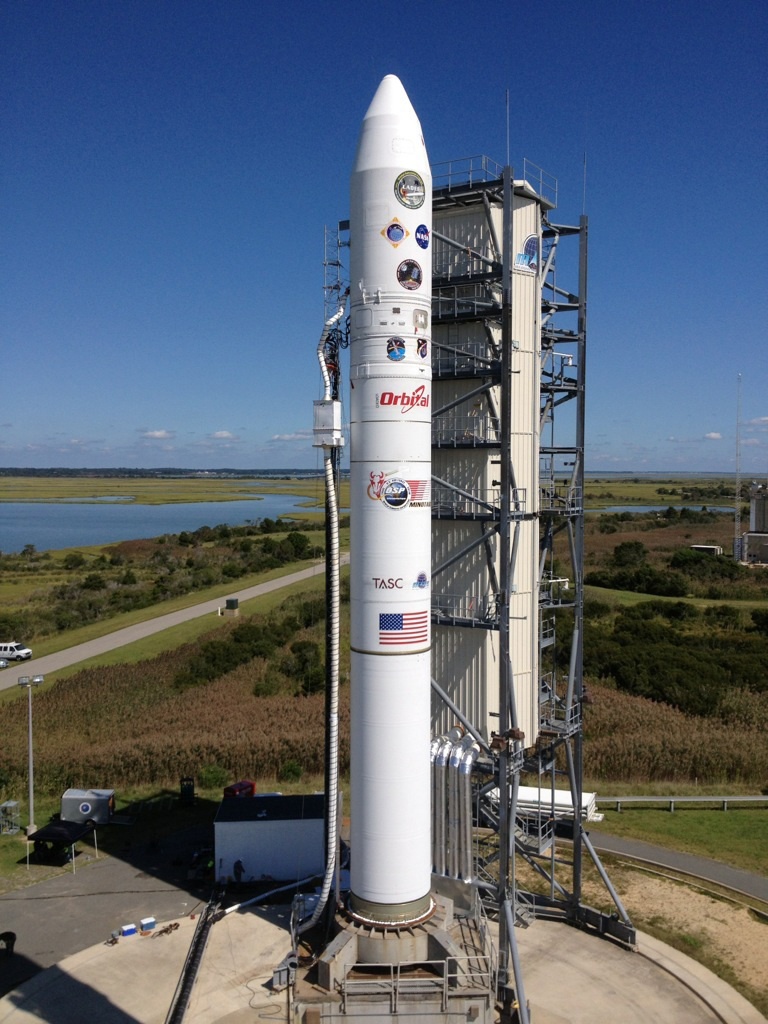
Um Minotaur V pronto para lançamento.

O Minotaur V é um sistema de lançamento descartável Norte americano, derivado do Minotaur IV, este por sua vez, derivado do míssil LGM-118 Peacekeeper. Ele é produzido e operado pela Orbital Sciences Corporation, e fez seu voo de estreia em 07 de setembro de 2013, carregando a sonda LADEE para a NASA.
O Minotaur V é um veículo de cinco estágios e foi concebido para colocar 630 kg de carga útil em órbita de transferência geoestacionária (GTO), ou 342 kg em trajetória de injeção translunar. Ele consiste de um Minotaur IV+, com um Star-37 como quinto estágio. Duas variantes estão disponíveis: uma usando como estágio superior um Star-37FM estabilizado por rotação, e outra usando um Star-37FMV mais pesado, porém com capacidade de estabilização nos três eixos.

## Lançamento
Os lançamentos do Minotaur V devem ser efetuados a partir da Base da Força Aérea de Vandenberg, do Mid-Atlantic Regional Spaceport (MARS) e do Kodiak Launch Complex. Até 2013, todos os lançamentos planejados são a partir do MARS.